# Wileyfox

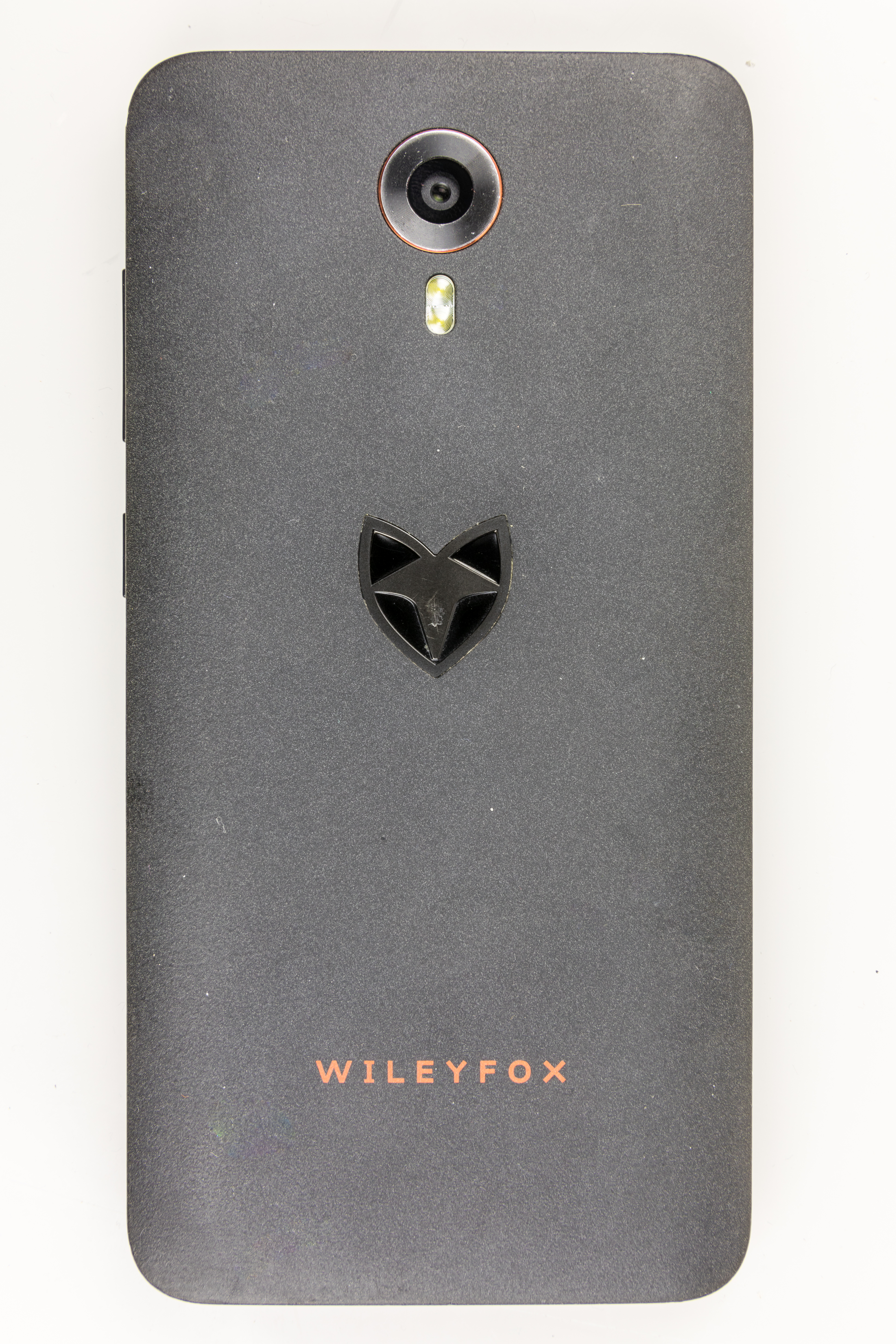
Wileyfox Swift

Wileyfox ist eine britische Marke für Smartphones, deren Geräte nur online verkauft wurden. Laut Wileyfox wurden die Geräte in Europa entwickelt und in China hergestellt. Die Geräte waren ausschließlich für den Markt in Europa, dem Nahen Osten und Afrika bestimmt. 2018 meldete das Unternehmen Insolvenz an.

## Geräte
Im September 2015 wurden zwei Geräte von Wileyfox angeboten. Beide Geräte verwendeten anfänglich das Betriebssystem Cyanogen OS, das mehr Anpassbarkeit und Sicherheit gegenüber dem Standard-Android bietet.
Im Juni 2016 präsentierte Wileyfox eine neue Smartphone-Reihe, zu jener das Spark, Spark+ und das SparkX gehören. Auch bei diesen Modellen setzte der Hersteller anfänglich auf Cyanogen OS. Am 2. November 2016 wurde das Portfolio um zwei neue Smartphones der Swift-Reihe ergänzt.
Im Januar 2017 erschien ein weiteres Smartphone der Swift2-Reihe.
Wileyfox liefert statt Cyanogen OS inzwischen für alle Geräte immer zeitnah nach Verfügbarkeit aktuelle Android-Versionen aus, auch für die ältesten Modelle. Wileyfox stellt außerdem fortlaufend Sicherheitsupdates bereit. Mit Stand September 2017 wird Android 7.1.2 ausgeliefert.
Die Modelle Swift und Storm werden auch von LineageOS unterstützt – seit September 2018 in Version 15.1 (Android 8.1).

### Modellübersicht
|                 | Swift                                              | Storm                                              | Spark                                             | Spark+                                             | SparkX                                             | Swift 2                                            | Swift 2 plus                                       | Swift 2X                                           |
| --------------- | -------------------------------------------------- | -------------------------------------------------- | ------------------------------------------------- | -------------------------------------------------- | -------------------------------------------------- | -------------------------------------------------- | -------------------------------------------------- | -------------------------------------------------- |
| Erschienen      | September 2015                                     | September 2015                                     | Juni 2016                                         | Juni 2016                                          | Juni 2016                                          | November 2016                                      | November 2016                                      | November 2016                                      |
| Prozessor       | Qualcomm Snapdragon 410 Vierkern 1,2 GHz           | Qualcomm Snapdragon 615 Achtkern 1,5 GHz           | MediaTek 6735 Vierkern 1,3 GHz                    | MediaTek 6735 Vierkern 1,3 GHz                     | MediaTek 6735 Vierkern 1,3 GHz                     | Qualcomm Snapdragon 430 Achtkern 1,4 GHz           | Qualcomm Snapdragon 430 Achtkern 1,4 GHz           | Qualcomm Snapdragon 430 Achtkern 1,4 GHz           |
| Arbeitsspeicher | 2 GB                                               | 3 GB                                               | 1 GB                                              | 2 GB                                               | 2 GB                                               | 2 GB                                               | 3 GB                                               | 3 GB                                               |
| Speicher        | 16 GB erweiterbar mit 32-GB-MicroSD-Karte          | 32 GB erweiterbar mit 32-GB-MicroSD-Karte          | 8 GB erweiterbar mit 32-GB-MicroSD-Karte          | 16 GB erweiterbar mit 32-GB-MicroSD-Karte          | 16 GB erweiterbar mit 32-GB-MicroSD-Karte          | 16 GB erweiterbar mit 64-GB-MicroSD-Karte          | 32 GB erweiterbar mit 64-GB-MicroSD-Karte          | 32 GB erweiterbar mit 64-GB-MicroSD-Karte          |
| Display         | 5 Zoll 1280 × 720 Bildpunkte                       | 5,5 Zoll 1920 × 1080 Bildpunkte                    | 5 Zoll 1280 × 720 Bildpunkte                      | 5 Zoll 1280 × 720 Bildpunkte                       | 5,5 Zoll 1280 × 720 Bildpunkte                     | 5 Zoll 1280 × 720 Bildpunkte                       | 5 Zoll 1280 × 720 Bildpunkte                       | 5,2 Zoll 1920 × 1080 Bildpunkte                    |
| Kameras         | Hauptkamera: 13 Megapixel Frontkamera: 5 Megapixel | Hauptkamera: 20 Megapixel Frontkamera: 8 Megapixel | Hauptkamera: 8 Megapixel Frontkamera: 8 Megapixel | Hauptkamera: 13 Megapixel Frontkamera: 5 Megapixel | Hauptkamera: 13 Megapixel Frontkamera: 5 Megapixel | Hauptkamera: 13 Megapixel Frontkamera: 8 Megapixel | Hauptkamera: 16 Megapixel Frontkamera: 8 Megapixel | Hauptkamera: 16 Megapixel Frontkamera: 8 Megapixel |
| Akku            | 2.500 mAh, wechselbar                              | 2.500 mAh, fest verbaut (nicht wechselbar)         | 2.200 mAh, fest verbaut (nicht wechselbar)        | 2.200 mAh, wechselbar                              | 3.000 mAh, wechselbar                              | 2.700 mAh, wechselbar                              | 2.700 mAh, fest verbaut (nicht wechselbar)         | 3.000 mAh, fest verbaut (nicht wechselbar)         |
| Sonstige        |                                                    |                                                    |                                                   |                                                    |                                                    | Fingerabdruck-Sensor NFC                           | Fingerabdruck-Sensor NFC                           | Fingerabdruck-Sensor NFC                           |
|                 |                                                    | Nicht mehr erhältlich                              |                                                   |                                                    |                                                    |                                                    |                                                    |                                                    |